# Шумилов, Николай Васильевич
Николай Васильевич Шумилов (1875, Златоуст, Уфимская губерния — 19 января 1919, Ташкент) — русский революционер начала XX века, большевик, активный участник борьбы за установление Советской власти в Средней Азии, Участник Октябрьского вооружённого восстания в Ташкенте, один из Туркестанских комиссаров.

## Биография
Николай Шумилов родился в 1875 году в семье рабочего в городе Златоусте Златоустовского уезда Уфимской губернии, ныне город — административный центр Златоустовского городского округа Челябинской области.
Работал чернорабочим на железной дороге в Златоусте: в бригаде по ремонту путей, в паровозном депо.
С 1904 года член Российской социал-демократической рабочей партии (большевиков), в 1918 году партия переименована в РКП(б).
Во время революции 1905—1907 годов член Златоустовского комитета РСДРП от железнодорожного района города. Затем командир боевой дружины, член Курганского комитета РСДРП. В Курганской группе РСДРП Николай Шумилов носил партийную кличку «Николай Чёрный». В Кургане проживал вместе с женой Александрой Матвеевной на улице Дворянской, дом Пшеничникова. 31 декабря 1908 года семья переехала от Пшеничникова в дом Е. А. Коврижных на Скобелевской улице № 18. 5 января Николай Васильевич лёг в больницу с ревматизмом. Они арестованы 15 января 1908 года. 21 февраля 1909 года Александру Матвеевну Шумилову признали «виновною в хранении взрывчатых веществ и бомб с целью, противною общественному спокойствию» и приговорили к 15-летней Нерчинской каторге. Николай Шумилов по этому делу привлечён не был. Его выпустили из тюрьмы после истечения срока предварительного ареста. Николай Шумилов дал письменное объявление полиции, что «следовать с осуждённой женой моей Александрой Матвеевной Шумиловой в каторжные работы» он не желает.
В 1909 году, бежав из тюрьмы (или после истечения срока предварительного ареста), устроился слесарем в Ташкентские железнодорожные мастерские, где стал одним из организаторов и руководителей социал-демократического кружка. За составление, выпуск и распространении антиправительственных листовок в январе 1913 года сослан в Енисейскую губернию на вечное поселение. Вместе с ним в добровольную ссылку последовала Лукия (Лукерья) Ивановна Солькина.
Освобождён Февральской революцией 1917 года. В 1917 году – член Ташкентского комитета партии, с сентября член Исполкома Ташкентского совета. С сентября 1917 года член ВРК. Участник Октябрьского вооружённого восстания в Ташкенте. Начальник Ташкентского железнодорожного управления. С апреля 1918 года заместитель народного комиссара путей сообщения Туркестанской Советской Федеративной Республики. С июля 1918 года член Военно-политического штаба Туркреспублики. С ноября 1918 года председатель Ташкентского совета рабочих и солдатских депутатов.
Николай Васильевич Шумилов был расстрелян 19 января 1919 года по приказу военного комиссара ТуркРеспублики К. П. Осипова во время Ташкентского антисоветского мятежа в городе Ташкенте Ташкентского уезда Сырдарьинской области Туркестанской Советской Федеративной Республики РСФСР, ныне город — столица Республики Узбекистан.
После подавления мятежа, 26 января 1919 года, состоялись торжественные похороны Туркестанских комиссаров в Александровском сквере недалеко от места расстрела —  казарм 2-го стрелкового полка (штаб мятежников).  В 1923 году здесь был похоронен М. П. Кафанов — председатель Центральной Контрольной Комиссии Компартии Узбекистана и сквер стал носить его имя.  В 1970-е годы участок с могилами революционеров и партийных деятелей был назван «Сквером Коммунаров». Впоследствии на братской могиле в парке железнодорожников им был воздвигнут памятник. В 2000 году обелиск на месте захоронения комиссаров в сквере им. Кафанова был демонтирован, а прах комиссаров был перезахоронен на кладбище № 1, расположенном по улице Боткина, участок под названием «Коммунистическое кладбище» города Ташкента.

## Память
- Именем Н. В. Шумилова названа в Ташкенте одна из улиц в районе железнодорожного вокзала.
- Памятник 14 туркестанским комиссарам был установлен в 1962 году на Привокзальной площади города Ташкента. Авторы памятника — скульптор Д.Б. Рябичев, архитекторы Н. Миловидов и С. Ожегов. В 1996 году памятник был демонтирован.
- Шумиловский городок — территория в Яшнабадском районе города Ташкента, между станцией метро «Чкаловская», ныне «Дустлик» («Дружба») и Куйбышевским шоссе (сейчас «Фаргона йули» — «Ферганское шоссе»). Первоначально — в середине 1920-х годов строился как поселок для семей железнодорожников и назывался Жилищное объединение «Гудок». Потом получил название в честь Н. В. Шумилова. Затем в поселке стали строиться дома для военных, в связи с чем он получил неофициальное наименование «Военка». Ныне поселок имеет наименование — Пулемас шахарчаси.
- Школа 60 в Ташкенте в советское время называлась именем Шумилова

## Семья
Жена — Александра Матвеевна Шумилова, урожденная Лыткина, дочь казака станицы Звериноголовской Челябинского уезда Оренбургской губернии.